# Xã Cleveland, Quận Davis, Iowa
Xã Cleveland (tiếng Anh: Cleveland Township) là một xã thuộc quận Davis, tiểu bang Iowa, Hoa Kỳ. Năm 2010, dân số của xã này là 761 người.